# Guadalcanalbrilvogel
De guadalcanalbrilvogel(Zosterops oblitus, synoniem: Zosterops ugiensis oblitus) is een zangvogel uit de familie van de brilvogels (Zosteropidae). Het taxon is in 1929 door Ernst Hartert geldig beschreven als ondersoort  Zosterops alberti oblita van de grijskeelbrilvogel (Zosterops  rendovae synoniem: Zosterops ugiensis). Het taxon is op de IOC World Bird List als afzonderlijk soort afgesplitst van de grijskeelbrilvogel, die alleen op het eiland  Makira voorkomt.

## Verspreiding
De soort is endemisch op het eiland Guadalcanal (Salomonseilanden). 

## Status
De guadalcanalbrilvogel komt niet als aparte soort voor op de lijst van het IUCN, maar is daar (nog) een ondersoort van de makirabrilvogel (Zosterops rendovae).